# Pljučni spoj
Pljučni spoj (žarg. pljučni šant) je prelivanje venske krvi preko neventiliranega področja pljuč, zaradi česar se kri ne oksigenira, posledica je primešanje venske krvi arterijski krvi. Povzroči lahko hipoksično hipoksijo, pri kateri dodajanje kisika nima
večjega učinka. Dodajati ga je treba  v visokih inspiratornih koncentracijah, saj se hipoksemija v arterijski krvi popravlja le na račun fizikalno raztopljenega kisika v dobro oksigenirani krvi.

## Vzroki
Pljučni spoj lahko povzroči tujek, ki je dovolj majhen, da potuje skozi sapnik in zamaši dihalne poti nižje v bronhialnem sistemu. Do pljučnega spoja lahko pride tudi pri pljučnici, pri kateri je z respiratornim epitelijem obdana površina zapolnjena z gnojnim eksudatom in nedostopna ventilaciji, pri bronhitisu ali bronhiolitisu, pri katerem se zaprejo dihalne poti do nekaterih pljučnih mešičkov, pa tudi, kadar dihalne poti zapira tumor.

## Mehanizem
Pri pljučnem spoju so v določenem predelu pljuč pljučni mešički nepredihani, vendar pa je perfuzija normalna. Posledično je razmerje med ventilacijo in perfuzijo enako nič. Sicer se skupna alveolarna ventilacija na ravni celotnih pljuč ne spremeni, vendar je v prizadeten predelu nižja, posledično pa v zdravem predelu višja. V zdravem predelu pljuč še vedno normalno poteka izmenjava plinov; ves v presnovi nastali CO2 se odda, ves za presnovo potreben O2 pa se privzame. V prizadetem predelu do izmenjave plinov ne pride, zato se venska kri ne oksigenira ter se primeša arterijski krvi iz predihanega predela pljuč.

## Fiziološki spoj
Minimalno vensko primešanje oziroma minimalni pljučni spoj je normalen fiziološki pojav, saj se del venske krvi iz srčne mišice (manj kot 1 % celotne količine) izliva v levi prekat, nekaj bronhialnih ven iz nutritivnega pljučnega obtoka pa se pridruži venam funkcionalnega krvnega obtoka (približno 1 % celotne količine krvi).